# Roadholder fork

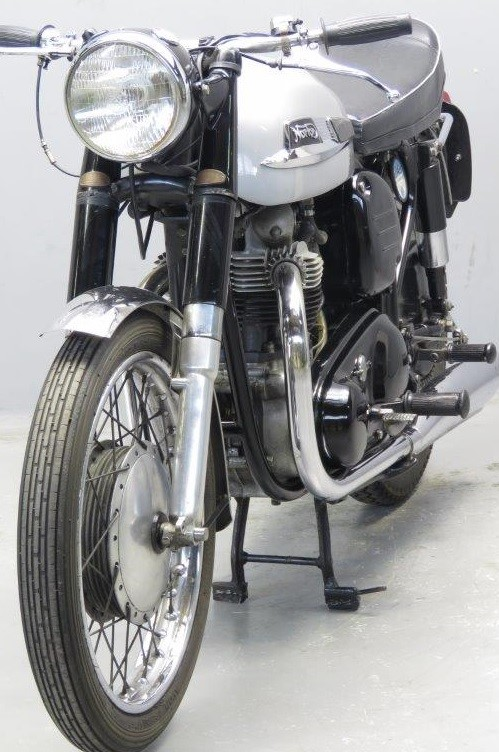
Roadholder fork in een Norton Dominator uit 1963

Een Roadholder fork is een door het motorfietsmerk Norton ontwikkelde telescoopvork die voor het eerst werd op alle modellen werd toegepast in de jaren veertig en later ook op het featherbed frame van Rex McCandless. De vork dateerde echter al uit 1938, toen Harold Daniell en Freddie Frith er voor het eerst meer raceten. In de jaren zestig werd, vooral voor de terreinmotoren, een verlengde versie met 5 cm meer veerweg ontwikkeld, de "Long Roadholder", die ook op de motorfietsen van Matchless en AJS werd toegepast. Deze beide merken maakten samen met Norton deel uit van Associated Motor Cycles.